# Ouédogo (Koupéla)
Pour les articles homonymes, voir Ouédogo.
Ouédogo est un village du département et la commune rurale de Koupéla, situé dans la province du Kouritenga et la région du Centre-Est au Burkina Faso.

## Santé et éducation
Le village possède une école sous paillote.